# Jarden Dżerbi
Jarden Dżerbi, hebr. ירדן ג'רבי  (ur. 8 lipca 1989 w Kefar Sawa) – izraelska judoczka, brązowa medalistka igrzysk olimpijskich, mistrzyni oraz wicemistrzyni świata, wicemistrzyni Europy. 
Startuje w kategorii wagowej do 63 kg. Brązowa medalistka igrzysk olimpijskich w Rio de Janeiro. Zdobywczyni złotego medalu mistrzostw świata w 2013 oraz srebrnego w 2014. Srebrna medalistka mistrzostw Europy w Czelabińsku (2012).
Jest pięciokrotną mistrzynią Izraela (2007, 2008, 2009, 2011, 2012).

## Osiągnięcia

### Igrzyska olimpijskie
| Igrzyska olimpijskie | Data            | Kategoria | Miejsce |
| -------------------- | --------------- | --------- | ------- |
| Rio de Janeiro 2016  | 9 sierpnia 2016 | do 63 kg  |         |